# 格雷戈尔·豪费
格雷戈尔·豪费（德語：Gregor Hauffe，1982年5月20日—），德国男子赛艇运动员。他曾代表德国参加世界赛艇锦标赛，获得三枚金牌。他也参加了2008年和2012年夏季奥运会。